# Biró Zsombor Aurél
Biró Zsombor Aurél (Budapest, 1998. december 8. –) magyar forgatókönyvíró,  próza- és drámaíró.

## Életpályája
Édesapja Bíró Attila vízilabdázó. Az Óbudai Waldorf Gimnáziumban érettségizett. 2019-től a Színház- és Filmművészeti Egyetem hallgatója volt, mozgókép és filmírás szakon. Diplomáját a Bécsi Filmakadémián szerezte 2023-ban.

## Könyvei
- Visszatérő álmom, hogy apám vállán ébredek (regény, 2024)[9][10]

## Filmírói munkássága
- Az utolsó lélek az ördögé (2024)
- A naprendszer közepe (2023)
- Hogy ne győzzünk (2022)
- Csendes környék (2021)

## Színdarabok
- 2031[11][12]
- Mit csináljak, hogy jobban érezd magad?
- Megrág, kiköp

## Díjai
- Móricz Zsigmond-ösztöndíj (2021)[13]
- Arany Medál-díj (2024)[14]